# Fred Zinn
Friedrich Wilhelm "Fred" Zinn (14. února 1892, Spojené státy americké – 4. srpna 1960) byl americký průkopník fotografování ze vzduchu a vojenského zpravodajství. Jako dobrovolník létal s francouzskou Air forces v první světové válce.

## Životopis
Fred Zinn žil v Battle Creek v Michiganu. Při návštěvě Francie v srpnu 1914 nastoupil do francouzské cizinecké legie krátce po vypuknutí první světové války. Působil na Západní frontě až do 1. února 1916, kdy byl zraněn během německého dělostřeleckého útoku.
Zinn byl převeden do francouzské Aéronautique Militaire 14. února 1916, kde sloužil jako střelec u Escadrille F-14 od 12. prosince 1916 do 21. října 1917. Často nad rámec svých povinností pořizoval průzkumné fotografie za nepřátelskou linií.
Zinn byl jedním z prvních pilotů, kteří se pokusili fotografovat pozice nepřátelských vojsk z ptačí perspektivy, což mohlo pomoci velitelům přímo na místě. To se dříve provádělo z balónů s posádkou, která však byla ohrožena nepřátelskou palbou a nemohla se dostat příliš daleko za nepřátelskou linii. Tím, že se mohlo letět a fotografovat přímo nad nepřátelskými pozicemi, Zinn jako první poskytl francouzským velitelům mnohem lepší pohled na bojiště a techniku.
V zákopové válce se také pro ostatní země brzy stala letecká fotografie běžnou praxí.
Zinn byl dvakrát vyznamenán francouzskou vládou za statečnost při létání nízko nad nepřátelskými pozicemi při těchto průzkumných misích.
Poté, co Spojené státy americké vstoupily do války v roce 1917, vstoupil Zinn do USA Army Air Service jako kapitán a přidal se k americkému GHQ u Chaumont až do uzavření příměří s Německem 11. listopadu 1918. Byl jedním z malého počtu legionářů, kteří vstoupili do války v srpnu 1914 a přežili více než čtyři roky aktivní služby a více než tři roky v bojových jednotkách. Některé francouzské cizinecké legie měly téměř 100% obětí v intenzivní zákopové válce.
Zinn se vrátil do Spojených států po válce a pokračoval v létání, včetně cesty do San Francisca, kde však jeho dvouplošník musel létat pouze nad Sanfranciskou zátokou kvůli bezpečí pro občany.